# Comuna Galovac, Zadar
Galovac este o comună în cantonul Zadar, Croația, având o populație de 1.234 de locuitori (2011).

## Demografie
Componența etnică a comunei Galovac
     Croați (99,43%)
     Necunoscut (0%)
     Neclasificat (0,41%)
Componența confesională a comunei Galovac
     Catolici (99,27%)
     Necunoscută (0,08%)
     Alte religii (0,65%)
Conform recensământului din 2011, comuna Galovac avea 1.234 de locuitori. Din punct de vedere etnic, majoritatea locuitorilor (99,43%) erau croați. Din punct de vedere confesional, majoritatea locuitorilor (99,27%) erau catolici. Pentru 0,08% din locuitori nu este cunoscută apartenența confesională.